# Faymoreau
Faymoreau település Franciaországban, Vendée megyében. Lakosainak száma 205 fő (2022. január 1.). Faymoreau Le Busseau, Saint-Laurs, Saint-Maixent-de-Beugné, Foussais-Payré, Marillet, Puy-de-Serre és Saint-Hilaire-des-Loges községekkel határos.

## Népesség
A település népességének változása:
| Lakosok száma | 216  | 214  | 210  | 202  | 200  | 198  | 197  | 201  | 205  |
|               | 2013 | 2015 | 2016 | 2017 | 2018 | 2019 | 2020 | 2021 | 2022 |